# Trận Guam (1941)
Trận Guam (1941) hay Trận Guam lần thứ nhất là trận đánh trong Chiến tranh Thái Bình Dương, diễn ra từ 8 đến 10 tháng 12, 1941 tại đảo Guam giữa Hoa Kỳ và Đế quốc Nhật Bản. Lực lượng Mĩ đã bị Nhật Bản đánh bại, khiến cho đảo Guam thuộc quyền kiểm soát của phía Nhật tới Trận Guam lần thứ hai năm 1944.

## Bối cảnh
Guam là đảo cực nam của quần đảo Mariana thuộc Thái Bình Dương. Nó đồng thời là đảo lớn nhất với diện tích 543,9 km vuông. Địa hình bên trong đảo gồ ghề, với rừng rậm nhiệt đới dày đặc ở phía Bắc và các đồi cây ở phía Nam. Phần lớn đường bờ biển của hòn đảo được bao bọc bởi các rặng san hô và vách đá, bờ biển thích hợp cho đổ bộ nằm ở chính giữa bờ biển phía Tây. Guam có khí hậu nhiệt đới, trong đó tháng 12 thuộc mùa khô.
Hợp chúng quốc Hoa Kỳ chiếm Guam từ Tây Ban Nha vào 21 tháng 6, 1898 trong Chiến tranh Tây Ban Nha - Mỹ. Vào năm sau, Tây Ban Nha bán các đảo còn lại của quần đảo cho Đức. Cùng năm, Hải quân Mĩ thiết lập hạ tầng gần làng Piti thuộc Guam vào năm 1899, Thủy quân lục chiến Hoa Kỳ mở doanh trại ở Sumay năm 1901. Trạm nhiên liệu hải quân được xây dựng trên đảo năm 1905, và một khẩu đội pháo 6 inch (15 cm) được đặt để củng cố sự phòng thủ Guam vào năm 1909. Từ năm 1899 trở đi, Hoa Kỳ đã phái một sĩ quan hải quân làm Thống đốc của hòn đảo kiêm chỉ huy Hải quân trong vùng, tuy có một vài yếu tố của chính quyền dân sự.
Trong Thế chiến 1, quân Nhật Bản đã chiếm được các đảo thuộc Marianas từ tay người Đức vào tháng 10 năm 1914 và thành lập một lực lượng đồn trú tại đây là Lực lượng Phòng vệ Nam Hải. Nhật Bản đã giành được quyền uỷ trị đối với các hòn đảo từ Hội Quốc Liên vào tháng 12 năm 1920, và chúng được quản lý bởi Cục Nam Hải, như là một phần của Bộ Ngoại giao. Người Nhật được phép định cư ở Marianas, và vào cuối những năm 1930, có rất nhiều người dân Nhật Bản đến sinh sống trên các hòn đảo này. Năm 1935, Chính phủ Nhật Bản đã cấm những người phương Tây đến định cư ở các đảo dưới quyền uỷ trị của họ ở Thái Bình Dương, và năm 1939 thành lập Hạm đội 4 để bảo vệ khu vực.
Trong khi Hoa Kỳ cân nhắc tăng cường phòng thủ Guam trong và sau Thế chiến 1, không có hành động nào được thực hiện ngoài việc triển khai một đơn vị thuỷ phi cơ Thuỷ quân Lục chiến đến hòn đảo này vào năm 1921. Kết quả từ Hội nghị Hải quân Washington năm 1922 bao gồm một thoả thuận giữa chính phủ Hoa Kỳ với Nhật Bản rằng họ sẽ không củng cố các hòn đảo mà họ quản lý ở phía tây Thái Bình Dương, bao gồm cả Quần đảo Marianas. Do đó, không có những sự nâng cấp được thực hiện đối với hệ thống phòng thủ của Guam trong những năm 1920 và 1930, và khẩu đội pháo phòng thủ bờ biển đã bị dỡ bỏ vào năm 1930. Đơn vị thuỷ phi cơ Thuỷ quân Lục chiến Hoa Kỳ xuất phát vào năm sau. Hải quân đã xin phép xây dựng các công sự phòng thủ trên đảo vào năm 1938, nhưng đề xuất này đã bị từ chối. Năm 1941, Guam có dân số là 23,394 người, hầu hết trong số họ định cư ở bên trong hoặc bên ngoài trong vòng 10 dặm (16 km) từ thủ đô Agana của đảo. Hòn đảo có khoảng 85 dặm (137 km) đường được cải thiện và cảng Apra được coi là cảng biển tốt nhất ở Marianas, nhưng không có sân bay.

## Màn dạo đầu
Các kế hoạch của Nhật Bản cho cuộc Chiến tranh Thái Bình Dương bao gồm việc đánh chiếm đảo trong những ngày đầu của cuộc chiến. Từ tháng 3 năm 1941, các máy bay Nhật Bản đã thực hiện các phi vụ trinh sát bằng hình ảnh trên đảo. Kế hoạch cho cuộc xâm chiếm hòn đảo đã được hoàn thiện vào tháng 9 năm 1941, và Lực lượng Tác chiến Nam Hải được chọn làm đơn vị chính tham gia cuộc hành quân này. Lực lượng Tác chiến Nam Hải bao gồm Trung đoàn Bộ binh 144 và các đơn vị khác được tách ra từ Sư đoàn 55, tổng cộng là 4,886 người. Lực lượng Tác chiến Nam Hải tập trung tại Triều Tiên trong tháng 11 năm 1941, và sau một thời gian ngắn ở Nhật Bản, lực lượng này đã lên đường đi Chichi-jima thuộc Quần đảo Bonin vào cuối tháng đó. Đại đội 5 gồm 370 người của Hải đoàn Đặc nhiệm Maizuru 2, đóng tại đảo Saipan ở Marianas, cũng được giao nhiệm vụ tham gia cuộc tấn công vào Guam. Các đơn vị này sẽ được vận chuyển đến Guam bởi 9 chín tàu vận tải được hộ tống bởi tàu rải mìn Tsugaru và 4 khu trục hạm. Sư đoàn Tuần dương 6, bao gồm 4 tuần dương hạm hạng nặng, cũng có mặt để hỗ trợ nếu cần thiết. Lực lượng đổ bộ và các đơn vị hải quân được hỗ trợ bởi Không đoàn Hải quân 18, đặt căn cứ tại Saipan và được trang bị các thuỷ phi cơ lỗi thời.
Chính phủ Hoa Kỳ không tin rằng có thể hoặc thực tế để bảo vệ Guam nếu nó bị tấn công. Hòn đảo này không được coi là hữu ích trong nỗ lực củng cố phòng thủ Philippines, mặc dù nó đóng vai trò là điểm tiếp nhiên liệu cho các tàu bay Pan Am và là một trong những điểm nối tiếp cho đường cáp điện báo của Công ty Cáp Thái Bình Dương nối Philippines với bờ biển phía tây Hoa Kỳ. Năm 1941, hòn đảo được xếp hạng phòng thủ vào "loại F"; điều này đã loại trừ việc xây dựng hệ thống phòng thủ mới và có nghĩa là, khi chiến sự xảy ra, lực lượng đồn trú Guam buộc phải phá huỷ tất cả các cơ sở có giá trị về mặt quân sự và rút lui. Bất chấp về điều này và chỉ có những vũ khí hạng nhẹ để phòng thủ, Thuỷ quân Lục chiến Hoa Kỳ đóng quân trên đảo dưới quyền chỉ huy của Trung tá William K. MacNulty, đã củng cố các vị trí của họ và tiến hành phòng thủ để chống lại các cuộc tấn công từ trên không của Nhật Bản vào hòn đảo sau đó, đồng thời hứng chịu tổn thất với thương vong gần một phần ba quân số bổ sung của họ.
Bất chấp sự ưu tiên thấp dành cho Guam, một số bước tiến nhỏ đã được thực hiện bởi các bộ chỉ huy khác để cải thiện khả năng phòng thủ của Guam trước khi chiến tranh nổ ra. Một hợp đồng cải tiến nhỏ cho các cơ sở quân sự trên đảo Guam đã được ban hành vào tháng 4 năm 1941, và công việc bắt đầu vào tháng tiếp theo. Lực lượng Vệ binh Guam; một lực lượng dân quân địa phương chịu trách nhiệm bảo vệ căn cứ hải quân, cũng được mở rộng đôi chú vào tháng 5. Vào ngày 17 tháng 10, gia đình của các quân nhân Mỹ trên đảo đã được sơ tán đến Hoa Kỳ bằng tàu vận tải USS Henderson, tiếp theo là hơn 1,000 công nhân xây dựng. Vào ngày 23 tháng 10 năm 1941, Tổng cục Hải quân đã cung cấp cho Bộ trưởng Hải quân Frank Knox một bản báo cáo về hệ thống phòng thủ của Guam, trong đó khuyến nghị không nên củng cố hòn đảo do những khó khăn trong việc bảo vệ nó và sự cần thiết phải phân bố nguồn lực cho các ưu tiên khác.Tuy nhiên, các bản báo cáo ủng hộ lập luận việc tiếp tục cải thiện các cơ sở cảng và thuỷ phi cơ của Guam.
Khi chiến tranh nổ ra vào ngày 8 tháng 12 năm 1941 (giờ địa phương), Guam được bảo vệ bởi các đơn vị nhỏ của Hải quân Hoa Kỳ và Thuỷ quân Lục chiến Hoa Kỳ cũng như Lực lượng Vệ binh Hải đảo. Đại uý George McMillin, người từng là Thống đốc hòn đảo và là tổng chỉ huy đồn binh, phụ trách lực lượng hải quân, Guam, với số lượng lên tới 271 nhân viên và 4 ý tá. Lực lượng này là một đơn vị này trực thuộc Hạm đội châu Á và hầu hết nhân viên của nó không có vũ khí. Tàu bảo vệ của Guam, USS Gold Star, đã đến Philippines để lấy đồ tiếp tế và cho phép thuỷ thủ đoàn mua quà Gíang sinh và được chỉ đạo ở lại. Tàu quét mìn USS Penguin đã có mặt tại đảo, cùng với tàu chở dầu Robert L. Barnes, và hai tàu tuần tra cũ YP-16 và YP-17 đã được chuyển giao trên tàu USS Ramapo vào ngày 22 tháng 10 năm 1940. Doanh trại thuỷ quân lục chiến, Sumay, có sức mạnh của một đại đội được thành lập với quân số 145 người được trang bị súng trường và một số lượng nhỏ súng máy. Lực lượng Vệ binh Hải đảo bao gồm 246 người, hầu hết trong số họ đã được huấn luyện rất ít. Thuỷ quân lục chiến và Lực lượng Vệ binh được trang bị 170 súng trường M1903 Springfield, 13 súng tiểu liên Lewis và 15 Súng trường Tự động Browning. Lực lượng bảo vệ không có bất kỳ súng cối hay khẩu pháo nào ngoài khẩu pháo trên tàu Penguin. Ngoài các đơn vị quân sự trên đảo, còn có lực lượng cảnh sát Guam với quân số là 80 người chỉ được trang bị súng lục.

## Trận chiến
Vào 4:45 ngày 8 tháng 12, Thống đốc Guam, George McMillin, được thông báo về việc Nhật tấn công Trân Châu cảng. Đến 8:27, Không quân Nhật từ Saipan bắt đầu tập kích Guam. Trong trận không kích, tàu quét mìn USS Penguin, tàu chiến lớn nhất trên đảo, bị đánh chìm sau khi bắn rơi ít nhất một máy bay Nhật Bản. Một sĩ quan chết và vài người khác bị thương. Nhật Bản bắn phá Guam liên tục cho đến khi tạm lắng xuống lúc 17:00.
8:30 ngày hôm sau, cuộc không kích tiếp diễn, với không quá 9 máy bay một lúc. Các mục tiêu bắn phá tương tự như ngày hôm trước. Đến tối, một Hạm đội Nhật gồm 4 tuần dương hạm hạng nặng, 4 khu trục hạm, 2 pháo hạm, 6 tàu săn ngầm, 2 tàu quét mìn, 2 khu trục hạm cơ xưởng và 10 tàu vận tải (Yokohama Maru, China Maru, Cheribin Maru, Clyde Maru, Daifuku Maru, Kogyoku Maru, Matsue Maru, Moji Maru, Nichimei Maru và Venice Maru) khởi hành từ Saipan tiến công Guam. Sai lầm trong việc thu thập tình báo của họ đã dẫn đến việc người Nhật sử dụng quá nhiều tài nguyên và tấn công Guam với lực lượng áp đảo.
Quân Nhật đổ bộ khoảng 400 người vào sớm ngày 10 tháng 12 năm 1941 tại bãi biển Dungcas, phía bắc Agana. Lực lượng đổ bộ nhanh chóng đánh tan quân Mĩ tại Agana. Tiếp đó, Nhật tiến đến Piti, hướng tới Sumay và Doanh trại Thủy quân lục chiến. Cuộc giao tranh diễn ra tại Plaza de España thuộc Agana vào lúc 4:45 khi một vài lính thuỷ đánh bộ và lính tuần tra của Lực lượng Vệ binh chạm trán với những người lính hải quân Nhật Bản. Sau cuộc chiến đấu, Thủy quân lục chiến dưới quyền Thống đốc McMillin đầu hàng vào 5:45. Thống đốc chính thức đầu hàng vào 6 giờ sáng. Một vài cuộc giao tranh diễn ra trên khắp hòn đảo trước khi mệnh lệnh đầu hàng được ban bố và phần còn lại của lực lượng phòng thủ đã ra hàng. Tàu tuần tra YP-16 của Mỹ đã bị đánh chìm bằng hoả lực và YP-17 đã bị quân Nhật chiếm giữ. Một tàu chở hàng của Mỹ đã bị hư hại bởi cuộc tấn công của quân Nhật.
Trong khi đó, Lực lượng Tác chiến Nam Hải (khoảng 5,500 người) dưới quyền chỉ huy của Thiếu tướng Tomitarō Horii đã thực hiện các cuộc đổ bộ riêng biệt lên vịnh Tumon ở phía bắc, trên bờ biển phía tây nam gần Merizo, và trên bờ biển phía đông của hòn đảo tại vịnh Talofofo.
Tổn thất của Thuỷ quân Lục chiến Hoa Kỳ là 5 người chết và 13 người bị thương (bao gồm cả cuộc không kích trước đó của Nhật Bản vào hòn đảo, tổn thất của Thuỷ quân Lục chiến là 13 người chết và 37 người bị thương). Hải quân Hoa Kỳ có 8 người thiệt mạng trong khi Lực lượng Vệ binh có 4 người chết và 22 người khác bị thương. Một lính hải quân Nhật chết và 6 người bị thương. Binh nhất Kauffman bị người Nhật giết sau khi đầu hàng.
13 thường dân Mỹ đã bị quân Nhật giết trong trận đánh. 6 Thuỷ thủ Hải quân Hoa Kỳ đã trốn tránh quân Nhật thay vì đầu hàng; 5 người cuối cùng bị bắt và bị quân Nhật chặt đầu. George Ray Tweed, một phát thanh viên của Hải quân Hoa Kỳ và là một trong 6 người đó, đã sống sót nhờ sự giúp đỡ của dân địa phương. Họ chuyển anh ta từ làng này đến làng khác, đôi khi gây nguy hiểm cho chính gia đình họ để bảo vệ anh ta. Người Nhật biết rằng một người Mỹ vô danh không thể trốn tránh thành công nếu không có sự giúp đỡ. Do đó, những người dân địa phương đã từng giúp đỡ Tweed bị người Nhật thẩm vấn, tra tấn và cuối cùng là bị chặt đầu. Bất chấp việc bị lợi dụng, người dân địa phương vẫn trung thành với Hoa Kỳ đã cố gắng bảo vệ Tweed. Tweed đã cố gắng trốn tránh một cách bí mật trong suốt hai năm rưỡi cho đến khi quân Mỹ tái chiếm lại hòn đảo.